# Riesi Merlot
Il Riesi Merlot è un vino a DOC che può essere prodotto nei comuni di Riesi, Butera, Mazzarino, tutti in provincia di Caltanissetta.

## Vitigni con cui è consentito produrlo
- Merlot minimo 85%,
- altri vitigni a bacca rossa, non aromatici, idonei alla coltivazione per la provincia di Caltanissetta, fino ad un massimo del 15%.

## Tecniche produttive
Il vino Riesi Merlot deve essere invecchiato per almeno quattro mesi (a decorrere dal 10 novembre dell'anno della vendemmia).

## Caratteristiche organolettiche
- colore: rosso rubino intenso;
- profumo: caratteristico, fruttato;
- sapore: asciutto, pieno, gradevole, morbido;

## Produzione
Provincia, stagione, volume in ettolitri